# Bathymophila
Bathymophila är ett släkte av snäckor. Bathymophila ingår i familjen pärlemorsnäckor.
Kladogram enligt Catalogue of Life:
| Bathymophila | \| \| Bathymophila asphala \| \| \| \| \| \| Bathymophila gravida \| \| \| \| \| \| Bathymophila valentia \| \| \| \| |
|              | \| \| Bathymophila asphala \| \| \| \| \| \| Bathymophila gravida \| \| \| \| \| \| Bathymophila valentia \| \| \| \| |
|              | Bathymophila asphala                                                                                                  |
|              | |
|              | Bathymophila gravida                                                                                                  |
|              | |
|              | Bathymophila valentia                                                                                                 |
|              | |